# Rudolf Zschacke
Rudolf Zschacke (* 16. November 1902 aus Bernburg; † 5. Februar 1975) war ein deutscher Landrat und Verwaltungsrichter.

## Leben
Zschacke promovierte nach seinem Studium der Rechtswissenschaften. Am 17. Juli 1933 wurde er an der Universität Halle-Wittenberg mit dem Thema Die rechtliche Entwicklung des Kalisyndikats zum Doktor der Rechtswissenschaften promoviert.
Er war 1943 bis 1945 als Nachfolger von Hans Blendermann Landrat im Landkreis Rothenburg (Ob. Laus.). Er wurde am 28. Dezember 1949 Verwaltungsgerichtsrat. Als Verwaltungsgerichtsdirektor war er von 1954 bis 1966 Vorsitzender der 2. Kammer am Verwaltungsgericht Hannover. 1966 trat er in den Ruhestand.

## Werke (Auswahl)
- Zur Ökonomie des Verwaltungsprozesses. DÖV, 1954, S. 486–489.
- Die Rücknahme unanfechtbarer, rechtswidriger belastender Verwaltungsakte der Leistungsverwaltung. DVBl, 1962, S. 322 ff.